# Miroslav Kusý
Miroslav Kusý (1. prosince 1931 Bratislava – 13. února 2019 Bratislava) byl slovenský a československý politolog, filosof, publicista a pedagog, před rokem 1969 člen KSČ, za normalizace politicky pronásledován, signatář Charty 77, po sametové revoluci politik Veřejnosti proti násilí, poslanec Sněmovny lidu Federálního shromáždění a Slovenské národní rady.

## Život

### Život do Sametové revoluce
V roce 1954 vystudoval Filosofickou fakultu Karlovy Univerzity v Praze a v roce 1956 tamtéž dokončil postgraduální studium. Potom se vrátil do Bratislavy, kde působil na Filozofické fakultě Univerzity Komenského, nejprve jako odborný asistent, potom docent a nakonec v letech 1967–1970 profesor marxistické filosofie.
V letech 1968–1969 byl členem Ústředního výboru Komunistické strany Slovenska, vedl zde ideologické oddělení. V letech 1963–1968 se uvádí jako účastník zasedání Ústředního výboru Komunistické strany Slovenska.
Po roce 1969 a po vyloučení z KSČ mu zakázali pedagogickou činnost a v době normalizace pracoval jako knihovník na Univerzitě Komenského.
V roce 1977 byl jedním ze tří slovenských signatářů Charty 77, kteří požadovali, aby československá vláda dodržovala lidská práva, tak jak se k tomu zavázala v Závěrečném aktu helsinské Konference o bezpečnosti a spolupráci v Evropě. Následně byl propuštěn z univerzity a živil se mnoho let jako dělník. Později pracoval ve Státním institutu urbanismu a územního plánování – (URBION).
V roce 1988 veřejně vystoupil (formou otevřené výzvy zaslané do Svobodné Evropy) proti názorům slovenského komunistického publicisty a politika Vladimíra Mináče, který v anketě k 20. výročí federalizace Československa stavěl na roveň maďarizaci za Uherska a čechoslovakismus po vzniku Československé republiky. Kusý to odmítl a naopak vyzval k upevnění československého vědomí.
Pravidelně jej kontrolovala a sledovala StB pod krycím jménem Renegát a příležitostně byl preventivně zadržen. Připojil se k spisovatelům okolo Edice Petlice Ludvíka Vaculíka a Edice Expedice Václava Havla. Od srpna 1989 strávil deset týdnů ve vězení, kde čekal na soudní proces za údajnou zradu a podvracení republiky. Stíhání zastavil prezident Gustáv Husák 25. listopadu 1989.

### Život po Sametové revoluci
Miroslav Kusý byl po sametové revoluci místopředsedou VPN. 29. listopadu 1989 se účastnil společné porady VPN a českého Občanského fóra, kde se formálně rozhodlo o tom, že VPN je výlučným představitelem občanského hnutí na Slovensku a že obě republiková hnutí budou úzce spolupracovat, přičemž cílem je demokratická československá federace. 10. prosince 1989 byl Vládou národního porozumění jmenován předsedou Federálního úřadu pro tisk a informace. V únoru 1990 zasedl v rámci procesu kooptací do Federálního shromáždění po sametové revoluci do Sněmovny lidu (volební obvod č. 199 – Trebišov, Východoslovenský kraj) jako bezpartijní poslanec (respektive poslanec za hnutí Veřejnost proti násilí). Ve Federálním shromáždění setrval do konce funkčního období, tedy do svobodných voleb roku 1990.
Ve volbách roku 1990 se stal poslancem Slovenské národní rady a členem jejího předsednictva. V rámci VPN se během roku 1990 přesunul společně s Fedorem Gálem do křídla, jež odmítalo politiku Vladimíra Mečiara. Rozkol ve straně pak vyvrcholil na jaře 1991 odvoláním Mečiara z postu slovenského premiéra. Václav Havel ho v roce 1991 jmenoval ředitelem Kanceláře prezidenta ČSFR v Bratislavě. Po abdikaci Havla na post československého prezidenta v létě roku 1992 Kusého politický vliv poklesl a nadále se angažoval spíše akademicky a v nevládním sektoru.
V letech 1990 až 1991 působil jako rektor Univerzity Komenského. Byl zakladatelem Slovenského helsinského výboru, Nadace Milana Šimečky a předsedou komise UNESCO pro lidské práva na Slovensku, členem orgánů různých organizací na ochranu lidských práv. Vyučoval lidská práva na Univerzitě Komenského. Psal pro deník SME a byl autorem jedenácti knih.